# Ludwig Bock
Ludwig Bock (ur. 1942) – niemiecki prawnik, związany z Narodowodemokratyczną Partią Niemiec – Unią Ludową (niem. Nationaldemokratische Partei Deutschlands – Die Volksunion, NPD – Die Volksunion), adwokat oskarżonych o zbrodnie wojenne i kłamców oświęcimskich.

## Życiorys
Studiował prawo w Heidelbergu. Jeszcze w czasie studiów związał się z ruchem nacjonalistycznym. W 1972 kandydował z ramienia NPD do Bundestagu. 

### Procesy załogi Majdanka
W trakcie procesów załogi Majdanka Bock reprezentował jedną z 13 oskarżonych – Hildegard Lächert, znaną jako "Krwawa Brygida", SS-Aufseherin w obozie koncentracyjnym KL Majdanek, stojącą wówczas pod zarzutem popełnienia 1196 zabójstw. Proces odbywał się przed niemieckim sądem krajowym w Düsseldorfie.
W trakcie procesu Bock wykazał się szczególną postawą w stosunku do zeznających świadków, byłych więźniów. Kwestionował każdy szczegół, włącznie z tym, że cyklon B był stosowany do masowych mordów – Bock optował za wersją, że służył do dezynfekcji odzieży. Wielokrotnie stawiał świadków w krzyżowym ogniu pytań, stosując wszelkiego rodzaju sztuczki i wybiegi psychologiczne. Do historii przeszedł jego wniosek złożony w trakcie zeznań Henryki Ostrowskiej o jej natychmiastowe aresztowanie. Henryka Ostrowska pracowała w magazynie, z którego dowożono cyklon B do komór gazowych. Adwokat Bock wystąpił z wnioskiem o jej aresztowanie, gdyż dowodziło to w jego mniemaniu pomocnictwa w zabójstwach.
Sąd krajowy w Karlsruhe wytoczył Bockowi postępowanie w sprawie okazania się "niegodnym szacunku i zaufania, jakiego wymaga stanowisko adwokata" (par. 43 Federalnego Regulaminu Adwokatury). Od tego momentu Bock usunął się z procesu załogi Majdanka, co większość świadków-byłych więźniów przyjęło z ulgą.